# هوبيرت تورسكي
هوبيرت تورسكي ، (31 يناير 2003 - )، هو لاعب كرة قدم من بولندا يلعب كلاعب خط وسط مع نادي لاسك لينتس.

## وصلات خارجية
- هوبيرت تورسكي على موقع قاعدة بيانات كرة القدم.إي يو (الإنجليزية)